# Andy Baird
Andrew Crawford „Andy“ Baird (* 18. Januar 1979 in East Kilbride) ist ein ehemaliger schottischer Fußballspieler. Der Stürmer spielte von 1998 bis 2002 in England für die Wycombe Wanderers in der drittklassigen Second Division, bevor er verletzungsbedingt aus dem Profifußball ausschied. In der Folge war er noch für fast ein Jahrzehnt für Klubs in den Grafschaften Oxfordshire und Northamptonshire aktiv, überwiegend in den Spielklassen der Southern League.

## Karriere
Baird kam 1996 als Trainee (dt. Auszubildender) zu den Wycombe Wanderers und hatte bereits während seiner Jugendzeit mit Verletzungsproblemen zu kämpfen. Dennoch gab er nach einigen überzeugenden Auftritten im Reserveteam am vorletzten Spieltag der Saison 1997/98 sein Debüt in der drittklassigen Football League Second Division und unterschrieb zudem einen Profivertrag. In seiner ersten vollen Profisaison erspielte er sich im Herbst 1998 einen Stammplatz und kam, obwohl ihn eine Fußverletzung zum Jahreswechsel für sechs Wochen außer Gefecht setzte, zu 25 Startelfeinsätzen in der Liga (6 Tore). Auch die folgende Spielzeit startet er als Einwechselspieler, ab Herbst 1999 kam er erneut vermehrt zu Startelfeinsätzen und erzielte im Saisonverlauf vier Ligatore.
Als „furchtloser und hart arbeitender Stürmer, der in der Lage ist, spektakuläre Tore zu schießen“ charakterisiert, wurde seine Laufbahn weiter von Verletzungen begleitet, die Vielzahl seiner Verletzungen brachten ihm bei Wycombe den Spitznamen „Crashtest-Dummy“ ein. Im Februar 2001 zog er sich im Wiederholungsspiel des FA-Cup-Achtelfinals gegen den FC Wimbledon einen Kreuzbandriss zu, er verpasste damit die restliche Runde, in der Wycombe erst im Pokalhalbfinale vom FC Liverpool gestoppt wurde und gab erst im Februar 2002 sein Comeback. Nach insgesamt sechs Saisoneinsätzen in der Saison 2001/02 erhielt er von Trainer Lawrie Sanchez aufgrund seiner Verletzungsanfälligkeit keinen neuen Vertrag angeboten und er verließ den Klub nach 103 Pflichtspielen und 16 Toren im Sommer 2002.
Im Sommer 2002 war er als Testspieler beim Viertligisten Exeter City, mit deren Trainer John Cornforth hatte er bei Wycombe zusammengespielt. In der Saisonvorbereitung reiste er mit dem Team nach Finnland und bestritt im heimischen St. James’ Park Freundschaftsspiele gegen Birmingham City und den FC Walsall, eine Verpflichtung kam aber nicht zustande. Nach einem weiteren Probetraining bei Aldershot Town setzte Baird seine Laufbahn in der Folge im englischen Non-League football fort. Zunächst spielte er für drei Jahre bei Brackley Town in der Hellenic League. In der Spielzeit 2002/03 war er bester Torschütze des Teams, 2004 gelang ihm mit dem Team als Staffelmeister der Aufstieg in die Southern League und er wurde vereinsintern als Spieler des Jahres ausgezeichnet.
Anschließend spielte Baird für drei Jahre beim klassenhöheren Southern-League-Klub Banbury United. Bei Banbury war er in der Saison 2005/06 mit 20 Saisontoren bester Torjäger des Klubs und wurde ebenfalls vereinsintern als Spieler des Jahres ausgezeichnet. Ab 2008 war er noch beim Ligakonkurrenten Oxford City aktiv, bei dem er mit seiner aggressiven Spielweise auch vermehrt in der Verteidigung aufgeboten wurde. Mit Oxford qualifizierte er sich für die erste Hauptrunde des FA Cups 2009/10, wegen eines Platzverweises in der letzten Qualifikationsrunde war er für das Spiel gegen Burton Albion (2:3) aber gesperrt. Anfang 2010 verließ er den Klub aus beruflichen Gründen, in der Folge spielte er noch kurzzeitig bei Daventry Town.